# Chloé Dygert

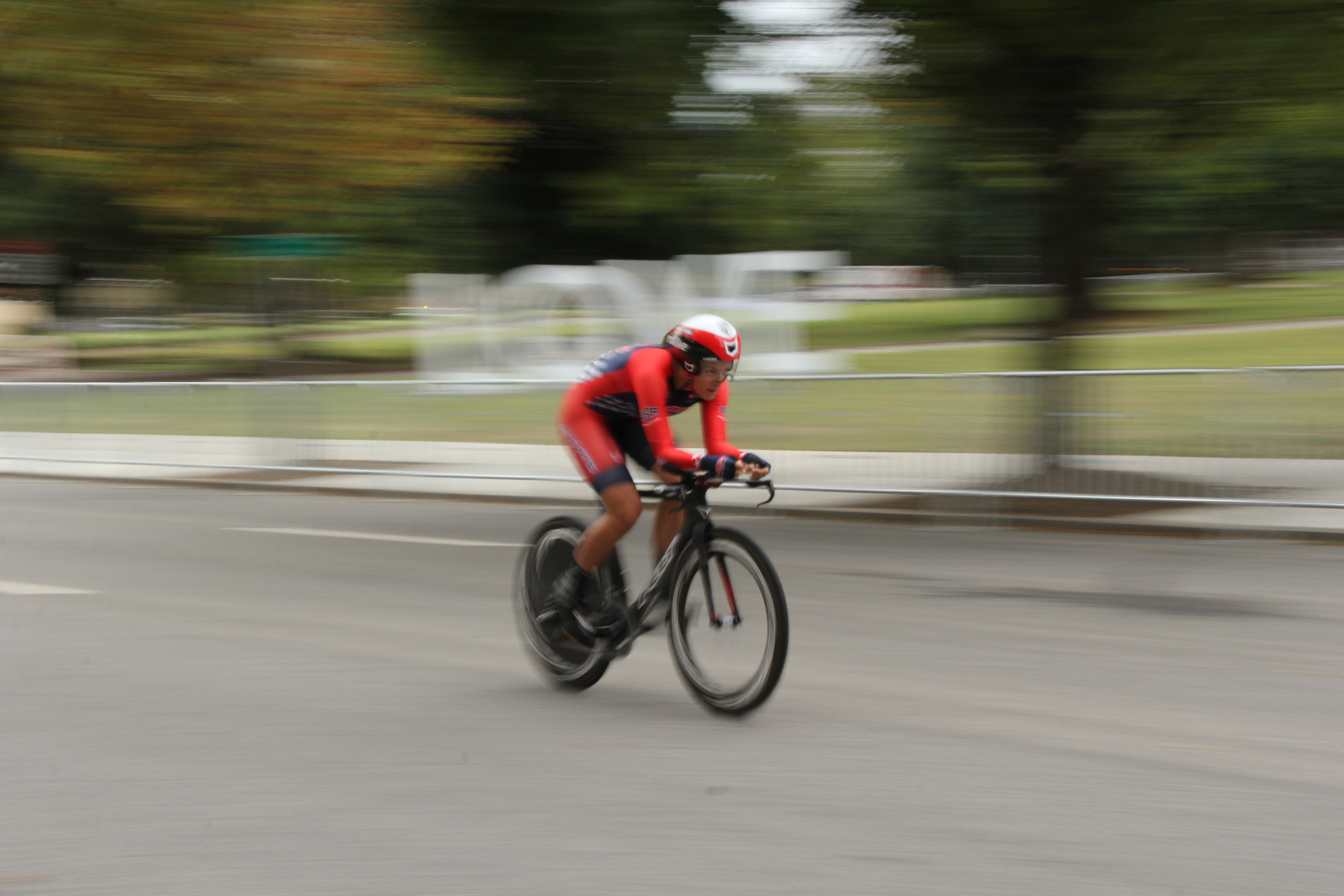
Dygert won op het WK 2015 de weg- en tijdrit bij de junioren

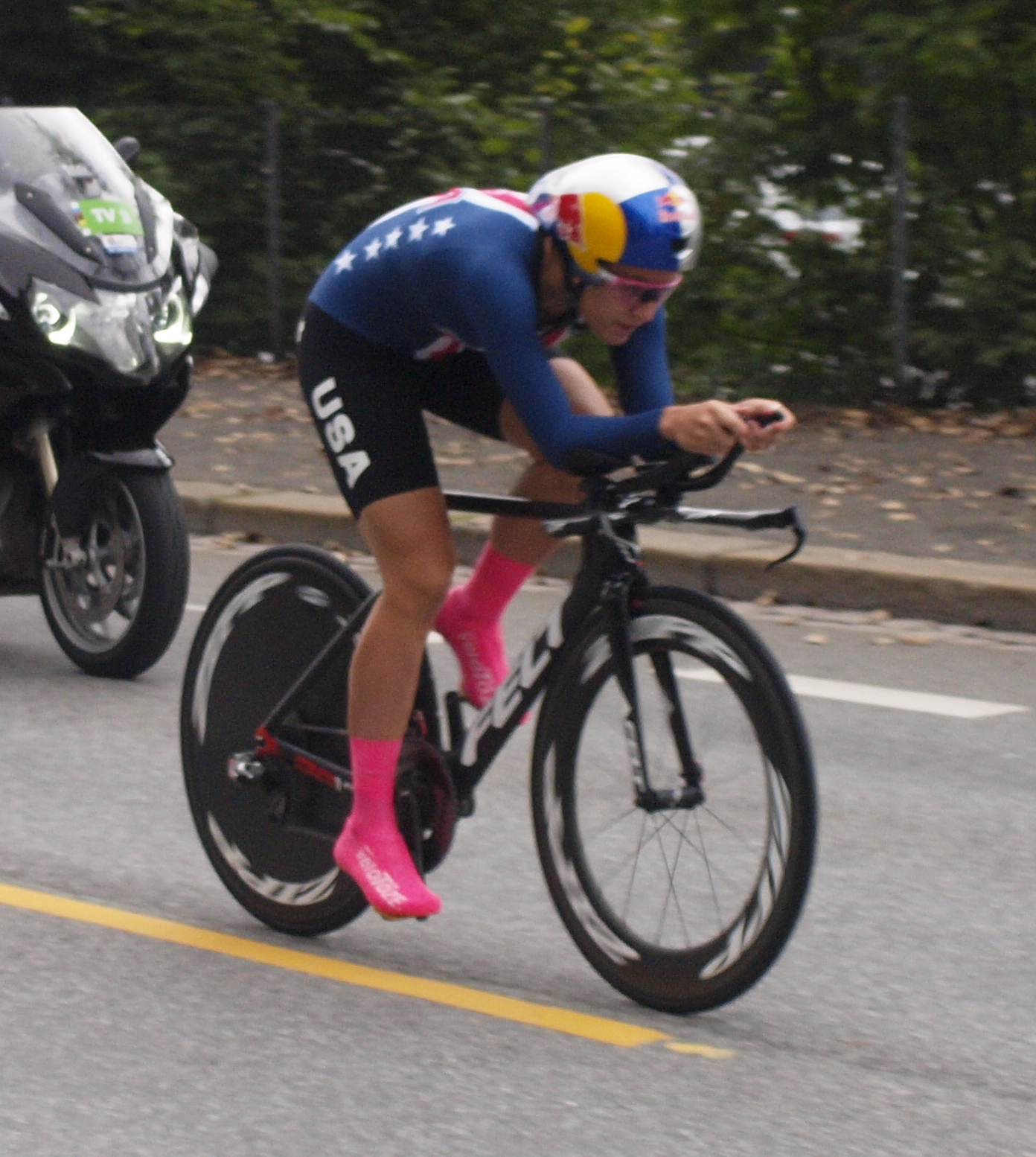
Dygert werd 4e op het WK tijdrijden 2017 bij de elite

Chloé Dygert (1 januari 1997) is een Amerikaans weg- en baanwielrenster die sinds 2021 voor Canyon-SRAM uitkomt, daarvoor reed van 2016-2019 voor de TWENTY16-Ridebiker en Sho-Air TWENTY20 geheten wielerploeg.

## Biografie

### Carrière
In 2013 reed Dygert bij de nieuwelingen zowel in de weg- als tijdrit naar brons op het nationale kampioenschap. Na een stil 2014 kwam Dygert als junior in 2015 terug boven water. Tijdens de Amerikaanse kampioenschappen verpletterde ze de tegenstand in zowel de tijd- als wegrit. Enkele maanden later vond het WK plaats in eigen land, te Richmond. De tijdrit won ze met ruim een minuut voorsprong op haar landgenote Emma White. Enkele dagen later trok ze ook in de wegrit het laken naar zich toe.
Met oog op Olympische spelen 2016 trad Dygert ook toe tot de Amerikaanse selectie voor de ploegenachtervolging. Het WK begin 2016 was haar eerste grote internationale tornooi. Samen met Sarah Hammer, Kelly Catlin en Jennifer Valente wonnen ze goud voor Canada en Groot-Brittannië. Op die spelen streed Dygert aan de zijde Hammer, Catlin en Valente. Echter, in de finale strijd voor goud was het Britse viertal: Katie Archibald, Laura Trott, Elinor Barker en Joanna Rowsell, ruim twee seconden sneller.
In de daarop volgende seizoenen concentreerde Dygert zich met oog op de Olympische spelen van 2020 voornamelijk op het baanwielrennen. Zowel tijdens de Wereldkampioenschappen van 2017 als 2018 reed Dygert met het trio Kelly Catlin, Kimberly Geist en Jennifer Valente naar de wereldtitel. Ook in de individuele achtervolging reed ze tweemaal op rij naar de Wereldtitel. In 2018 brak ze hierbij zelfs in een dag tijd, tweemaal het wereldrecord. Tijdens de Wereldkampioenschappen baanwielrennen van 2020 won ze opnieuw de ploegenachtervolging en de individuele achtervolging, op de individuele achtervolging wist ze het wereldrecord in twee stappen aan te scherpen tot 3:16.937.

### Persoonlijk
Chloé Dygert trouwde in november 2016 met de wielrenner Logan Owen en heette sindsdien Dygert Owen. Het koppel scheidde in januari 2020.
Vlak nadat haar overstap naar Canyon-SRAM bekend werd gemaakt in november 2020, kwam Dygert in opspraak door verschillende likes op sociale media, die opgevat werden als racistisch en transfobisch. Ze bood hierna haar excuses aan, maar het kledingmerk Rapha, sponsor van de ploeg Canyon-SRAM, vond haar excuses ontoereikend, ging met haar in gesprek en sprak erna het vertrouwen uit dat ze ervan kan leren en veranderen.

## Palmares

### Baanwielrennen
| Jaar      | AK        | WK                                   | Overig                                      |           |
| Als elite | Als elite | Als elite                            | Als elite                                   | Als elite |
| --------- | --------- | ------------------------------------ | ------------------------------------------- | --------- |
| 2016      |           | ploegenachtervolging                 | Olympische spelen: · ploegenachtervolging   |           |
| 2017      |           | ploegenachtervolging · achtervolging | WB L.A.: ploegenachtervolging achtervolging |           |
| 2018      |           | ploegenachtervolging · achtervolging | WB Minsk: ploegenachtervolging              |           |
| 2019      |           |                                      | WB Minsk: ploegenachtervolging              |           |
| 2020      |           | ploegenachtervolging · achtervolging | WB Milton: ploegenachtervolging             |           |
| 2023      |           | achtervolging                        |                                             |           |
| 2024      |           |                                      | Olympische Spelen: · ploegenachtervolging   |           |

#### Wereldrecords
| Tijd                      | Datum                     | Event                     | Velodroom                 |                           |
| Individuele achtervolging | Individuele achtervolging | Individuele achtervolging | Individuele achtervolging | Individuele achtervolging |
| ------------------------- | ------------------------- | ------------------------- | ------------------------- | ------------------------- |
| 3:20.072                  | 03-03-2018                | WK 2018                   | Omnisport Apeldoorn       |                           |
| 3:20.060                  | 03-03-2018                | WK 2018                   | Omnisport Apeldoorn       |                           |

### Wegwielrennen

#### Jeugd
2013
 Amerikaans kampioene tijdrijden, Nieuwelingen
 Amerikaans kampioene op de weg, Nieuwelingen
2015
 Amerikaans kampioene tijdrijden, Junioren
 Amerikaans kampioene op de weg, Junioren
 Wereldkampioene tijdrijden, Junioren
 Wereldkampioene op de weg, Junioren

#### Elite
2016
2e etappe Ronde van Californië (TTT)
Jongerenklassement Ronde van Californië
2017
 Pan-Amerikaans kampioene tijdrijden
2018
4e etappe Joe Martin Stage Race
Jongerenklassement Joe Martin Stage Race
2e en 3e (ITT) etappe Ronde van de Gila
2019
1e en 4e etappe Joe Martin Stage Race
Eindklassement Joe Martin Stage Race
Punten-, berg-, en jongerenklassement Joe Martin Stage Race
3e en 4e etappe Ronde van de Gila
Jongerenklassement Ronde van de Gila
Chrono Kristin Armstrong
 Pan-Amerikaanse Spelen, Individuele tijdrit
1e, 2e, 3e en 4e etappe Colorado Classic
Eindklassement Colorado Classic
Punten-, berg-, en jongereklassement Colorado Classic
 Wereldkampioene tijdrijden
2021
 Amerikaans kampioene tijdrijden
2023
2e etappe RideLondon Classique
 Amerikaans kampioene tijdrijden
 Amerikaans kampioene wegrit
 Wereldkampioene tijdrijden
2024
 Tijdrit op de weg Olympische Spelen
 Wereldkampioenschap tijdrijden, elite
2025
3e etappe Tour Down Under

### Resultaten in voornaamste wedstrijden
| Jaar | Ronde van Italië | Ronde van Frankrijk | Ronde van Spanje |
| ---- | ---------------- | ------------------- | ---------------- |
| 2019 |                  |                     |                  |
| 2020 |                  |                     |                  |
| 2021 |                  |                     |                  |
| 2022 |                  |                     |                  |
| 2023 | 32e              |                     | opgave           |
| 2024 |                  | opgave              |                  |
| 2025 |                  | opgave              | opgave           |

| Jaar | Milaan-San Remo | Gent-Wevelgem | Ronde van Vlaanderen | Parijs-Roubaix | Classic Brugge-De Panne |  | WK op de weg |
| ---- | --------------- | ------------- | -------------------- | -------------- | ----------------------- |  | ------------ |
| 2019 |                 |               |                      |                |                         |  | 4e           |
| 2020 |                 |               |                      |                |                         |  |              |
| 2021 |                 |               |                      |                |                         |  |              |
| 2022 |                 |               |                      |                |                         |  |              |
| 2023 |                 |               |                      |                |                         |  | opgave       |
| 2024 |                 | 36e           | 43e                  |                | 6e                      |  | ↑            |
| 2025 | 6e              | 36e           | 87e                  | 8e             |                         |  |              |

## Ploegen
- 2016 –  TWENTY16-Ridebiker
- 2017 –  Sho-Air TWENTY20
- 2018 –  Sho-Air TWENTY20
- 2019 –  Sho-Air TWENTY20
- 2021 –  Canyon-SRAM
- 2022 –  Canyon-SRAM
- 2023 –  Canyon-SRAM
- 2024 –  Canyon-SRAM
- 2025 –  Canyon//SRAM zondacrypto

2012: King, Rowsell, Trott ·
2016: Archibald, Barker, Rowsell, Trott  ·
2020: Brauße, Brennauer, Klein, Kröger ·
2024: Dygert, Faulkner, Valente, Williams
Amialiusik · A. Barnes · H. Barnes · Bradbury · Chabbey · Cromwell · Dygert · Harris · Harvey · Klein · Ludwig · Niewiadoma · Ryan · Shapira
Amialiusik · Barnes · Bossuyt · Bradbury · Chabbey · Cromwell · Dygert · Harris · Harvey · Klein · Niewiadoma · Oudeman · Paladin · Rooijakkers · Roy
Bäckstedt (vanaf 1/9) · Bauernfeind · Bossuyt · Bradbury · Chabbey · Cromwell · van der Duin · Dygert · Niedermaier · Niewiadoma · Paladin · Rooijakkers · Roy · Skalniak-Sójka · Towers
Bäckstedt · Bauernfeind · Bossuyt · Bradbury · Chabbey · Cromwell · Czapla · van der Duin · Dygert · Morrice · Niedermaier · Niewiadoma · Paladin · Skalniak-Sójka · Towers
Aintila · Bäckstedt · Bauernfeind · Bradbury · Consonni · Cromwell · Czapla · van der Duin · Dygert · Klöser · Kolesava · Martins · Niedermaier · Niewiadoma · Paladin · Skalniak-Sójka · Towers · Uttrup Ludwig